# Salvo Andò
Salvatore Andò, detto Salvo (Ionia, 13 febbraio 1945), è un politico e giurista italiano, deputato dal 1979 al 1994 ed ex ministro della difesa dal 1992 al 1993 nel Governo Amato I. Dal 2005 al 2011 è stato rettore dell'Università "Kore" di Enna.

## Biografia

### La prima repubblica
Esponente di primo piano del Partito Socialista Italiano, è figlio del primo sindaco socialista di Giarre Biagio Andò. È stato consigliere comunale dal 1970 al 1991, prima a Giarre e poi a Catania. Eletto alla Camera per la prima volta nel 1979, è stato deputato per quattro legislature. È stato vicepresidente della commissione parlamentare d'inchiesta sulla loggia massonica P2. È stato presidente del gruppo parlamentare del PSI dall'aprile al giugno 1992, già membro della direzione e della segreteria nazionale del partito.
Fu ministro della Difesa nel primo governo Amato dal giugno 1992 all'aprile 1993. Nel corso del suo mandato, a seguito dell'inasprimento della guerra alla mafia segnata dagli attentati in cui persero la vita Giovanni Falcone e Paolo Borsellino, fu deciso per la prima volta l'intervento massiccio dell'Esercito per svolgere funzioni di ordine pubblico con l'Operazione Vespri Siciliani.
In merito alla strage di via D'Amelio, in cui rimasero uccisi Paolo Borsellino e cinque agenti della sua scorta, Andò ha dichiarato di aver incontrato il giudice Borsellino poche settimane prima della sua uccisione, informandolo di un rapporto investigativo che parlava di un potenziale pericolo per entrambi. A tal proposito l'ex Ministro ha dichiarato: «Ebbi l'impressione che Borsellino non sapesse nulla della circostanza e che nessuno gliene avesse fatto cenno».

### Nella seconda repubblica
Dopo lo scioglimento del Partito Socialista Italiano è rimasto nell'area socialista, promuovendo la nascita (1998) dei Liberalsocialisti, movimento poi confluito (2003) nei Socialisti Democratici Italiani, divenendo presidente della commissione per il programma dello SDI e componente della Direzione della Rosa nel Pugno. Nel 2008 ha presieduto la commissione per l'elaborazione del programma del candidato alla presidenza della Regione Siciliana, Anna Finocchiaro.
Nel 2012 ha fondato il Movimento Territorio insieme al sindaco di Ragusa Nello Dipasquale. Con esso ha partecipato alle elezioni regionali siciliane del 2012, inserendo propri candidati all'interno de "Il Megafono - Lista Crocetta" ed eleggendo quattro deputati regionali che hanno poi dato vita al gruppo autonomo del Movimento Territorio all'interno dell'Assemblea Regionale Siciliana.
Nel gennaio 2013 Nello Dipasquale decide di lasciare il gruppo parlamentare del Movimento Territorio, aderendo al gruppo della Lista Crocetta. Poiché il Dipasquale è depositario del nome e del simbolo del movimento, i militanti e i parlamentari vicini a Salvo Andò, insieme ad altri parlamentari facenti riferimento all'ex ministro Salvatore Cardinale, fondano un nuovo movimento e un nuovo gruppo parlamentare: i Democratici e Riformisti per la Sicilia.
Nel 2013 Salvo Andò ha partecipato alle elezioni amministrative della città di Giarre in qualità di candidato sindaco alla guida di una coalizione civica denominata "Per un'altra Giarre". Al primo turno ottiene il 27.63% dei consensi; al ballottaggio non risulta eletto in luogo del candidato di centrodestra Roberto Bonaccorsi.
Nel 2014 viene eletto Presidente nazionale di Laboratorio Democratico succedendo a Gianni Pittella.
È stato fondatore ed è presidente della Fondazione "Nuovo Mezzogiorno". È presidente dell'Osservatorio Internazionale Sui Diritti Umani Nei Paesi Del Mediterraneo.

### Procedimenti giudiziari
Nel contesto del periodo di Mani pulite degli anni novanta, fu arrestato e poi messo agli arresti domiciliari, con l'accusa di voto di scambio con il clan mafioso «Santapaola». Successivamente è stato processato dal tribunale di Catania: il procedimento, durato 7 anni, è terminato il 6 giugno 2000 con l'assoluzione. Il pubblico ministero nella sua requisitoria aveva definito non provato il fatto del voto di scambio "utilizzando la forza di intimidazione". La sentenza ha poi demolito punto per punto analiticamente la originaria tesi accusatoria, fondata sulla base delle affermazioni fatte dai pentiti; in quella sede è emerso che Andò era stato vittima di una aggressione costruita a tavolino basata su dichiarazioni false concordate dai pentiti. L'avvocato Sandro Attanasio allora dichiarò che si era trattato di un vero e proprio trappolone politico, organizzato da un movimento politico da sempre ostile al leader socialista.
Nella sentenza di assoluzione si può leggere inoltre che «il quadro accusatorio risulta infatti contrastato e smentito dalle dichiarazioni rese da numerosi ed autorevoli testi sentiti su richiesta della difesa dell'Andò (tra i quali gli onorevoli Fernanda Contri e Giuseppe Ayala), che hanno fornito un quadro preciso e puntuale dell'attività politica svolta da Salvo Andò ed hanno descritto un impegno costante dello stesso nel perseguire forme di lotta alla criminalità organizzata in evidente contrasto con la contestata tesi accusatoria, impegno testimoniato non soltanto dalla pubblicazione di numerosi scritti contro la struttura e la mentalità mafiosa, ma altresì dall'operazione dei cosiddetti Vespri siciliani, espressione concreta dell'intervento della struttura statale a salvaguardia della sicurezza e della legalità in Sicilia».
Inoltre, è stato rinviato a giudizio per una vicenda di tangenti relative alla costruzione del Centro fieristico le Ciminiere di Catania. Per questo procedimento il 5 dicembre 1995 Andò fu condannato insieme all'ex presidente della Regione siciliana Rino Nicolosi e all'ex leader andreottiano Nino Drago; il 30 settembre 1999 la sentenza fu annullata con rinvio dalla Corte di cassazione. Nel corso del secondo appello è intervenuta la prescrizione, grazie anche alle attenuanti generiche. Nel 2004 la Cassazione conferma la prescrizione affermando tuttavia che i fatti oggetto del processo sono stati provati.

### Docente universitario

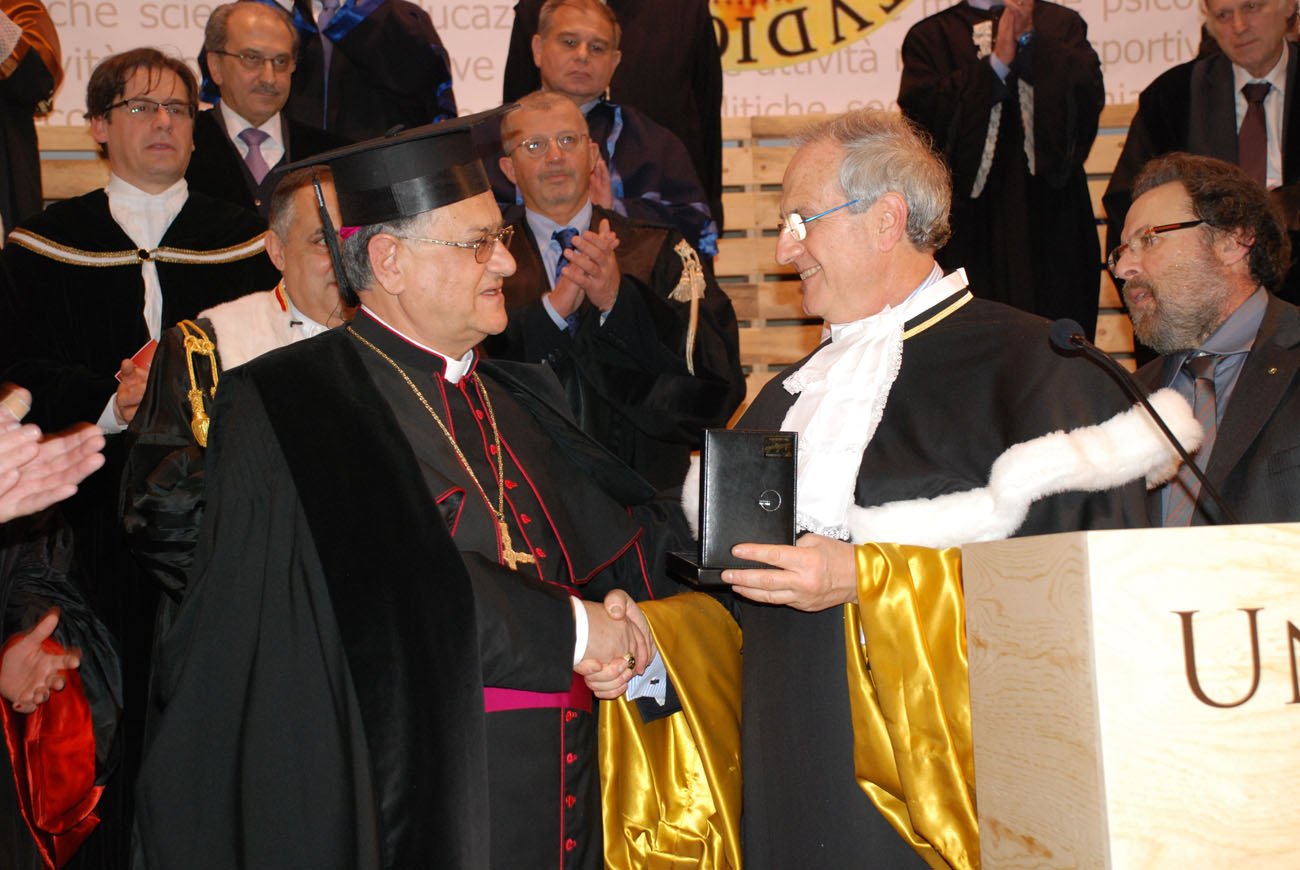
Salvo Andò consegna la laurea honoris causa al patriarca di Gerusalemme Twal

Dal 1972 al 1974 è stato professore incaricato di Diritto degli Enti Locali, presso la SPISA, Facoltà di Giurisprudenza dell'Università di Bologna; dal 1974 al 1975 è stato professore incaricato di Diritto pubblico americano presso la Facoltà di Scienze Politiche dell'Università di Catania; dal 1975 al 1977 è stato professore incaricato di Diritto costituzionale italiano e comparato presso la Facoltà di Scienze Politiche dell'Università di Catania; dal 1977 al 1980 è stato professore incaricato di Istituzioni di Diritto Pubblico presso la Facoltà di Scienze Politiche dell'Università di Catania; dal 1980 al 2002 è stato professore associato di Istituzioni di Diritto Pubblico presso la Facoltà di Scienze Politiche dell'Università di Catania; dal 1994 al 2007 è stato Visiting Professor presso la Facoltà di Legge dell'Università di Malta, ove ha tenuto il corso ufficiale di Comparative Constitutional Law.
Nominato professore ordinario di Diritto Costituzionale presso l'Università degli Studi di Catania nel 2005, è stato eletto rettore dell'Università Kore di Enna già nel 2004. È stato anche docente presso la facoltà di scienze politiche della Libera Università degli Studi Per l'Innovazione e le Organizzazioni di Roma. È titolare dalla cattedra di diritto pubblico comparato presso la Facoltà di Giurisprudenza dell'Università Kore di Enna. È General Editor del Mediterranean Journal of Human Rights, edito dall'Università di Malta. È inoltre condirettore della Collana delle Pubblicazioni giuridiche dell'Università di Malta, edita dalla Cedam.
Nel luglio del 2010 Andò, nel suo ruolo di rettore, entra in disaccordo con il consiglio di amministrazione dell'Università Kore di Enna a causa di una firma in un accordo che prevedeva che la Kore diventasse punto di riferimento di una rete di scuole universitarie a Siracusa e Ragusa, potenziando così il quarto polo universitario siciliano. L'accordo prevedeva anche la statalizzazione della Kore da concretizzarsi nel lungo periodo. Il consiglio di amministrazione della Kore di Enna ne smentisce la firma in quanto non appartiene al rettore il potere legale di firma ma al presidente della Fondazione Kore. Il 17 dicembre 2011 l'Università Kore di Enna ha votato a maggioranza contro la proroga di mandato di Andò a rettore, nominando sei giorni dopo Giovanni Antonino Puglisi al suo posto.

## Opere
- Prospettive costituzionali del caso Watergate. Napoli, 1974
- Conflitti collettivi ed ordinamento costituzionale. Università di Catania, 1974
- Crisi politica e riforma delle istituzioni. Dal caso italiano alla Comunità Europea. Tirrenia-Stampatori, Torino, 1981
- Partito dei giudici e giudici di partito. Maggioli Editore, 1989
- La droga illecita. Sugarco, 1991
- Regionalismo e federalismo, due modelli a confronto. Il Ponte, 1993
- Il declino della neutralità nell'attuale fase del costituzionalismo europeo. Il caso di Malta. Cedam, 2002
- Human Rights what Future. Università di Malta, 2005
- con Ciro Sbailò. Oltre la tolleranza. Torino, 2005. ISBN 88-87509-68-9
- con Ciro Sbailò. Detràs de la Tolerancia. Cordoba, 2006
- La resa della Repubblica. Koinè Nuove Edizioni, 2006. ISBN 88-87509-68-9
- con AA.VV. Il Dizionario Riformista - agenda per un riformismo solidale e moderno. Nuova editrice MondOperaio, Roma, 2006
- con Ciro Sbailò, Anna Lucia Valvo, Elio Rossitto e Lucia Corso. "Il mondo nuovo di Barak Hussein Obama", Città Aperta, Troina 2009
- Democrazia,educazione e populismo. Kore University Press, 2012
- Orazio Longo. Salvo Andò. Dall'inchiesta sulla P2 al crollo del PSI. Edizioni Efesto, 2020. ISBN 9788833811925